# Elimaea ryabovi
Elimaea ryabovi is een rechtvleugelig insect uit de familie sabelsprinkhanen (Tettigoniidae). De wetenschappelijke naam van deze soort is voor het eerst geldig gepubliceerd in 2009 door Gorochov.